# 北海道道125号前田新川線
北海道道125号前田新川線（ほっかいどうどう125ごう まえだしんかわせん）は、北海道札幌市手稲区と同市北区を結ぶ道道（主要地方道）である。

## 概要
全線が札幌市管理路線で、札幌圏都市計画道路「新川通」の一部である。新川・琴似川に沿ってほぼ直線状に進む。
北区新川2条12丁目から終点まで、上下車線が琴似川を挟んで分離する。琴似川は北区と西区の境界にあたるため、起点方向へ向かう車線は西区八軒10条西11丁目で国道5号と交差する。
「新川通」は本路線の終点からさらにそのまま琴似川に沿って進み、北19条西13丁目で環状通、石山通と接続する。

### 路線データ
- 起点：北海道札幌市手稲区手稲前田（国道337号交点）
- 終点：北海道札幌市北区新川2条8丁目（国道5号交点）
- 総延長：8.101 km
- 実延長：7.996 km
- 重用延長：0.105 km

### 道路管理者
- 札幌市 建設局 総務部 道路管理課

## 歴史
- 1983年（昭和58年）3月31日 - 1042号として路線認定[1]。
- 1993年（平成5年）5月11日 - 建設省から、道道前田新川線が前田新川線として主要地方道に指定される[2]。
- 1994年（平成6年）10月1日 - 路線番号を125号に変更[3]。

## 地理

### 通過する自治体
- 石狩振興局
  - 札幌市手稲区、札幌市北区

### 交差する道路
札幌市手稲区
- 国道337号 - 手稲前田（起点）
- 北海道道44号石狩手稲線 - 手稲前田

札幌市北区

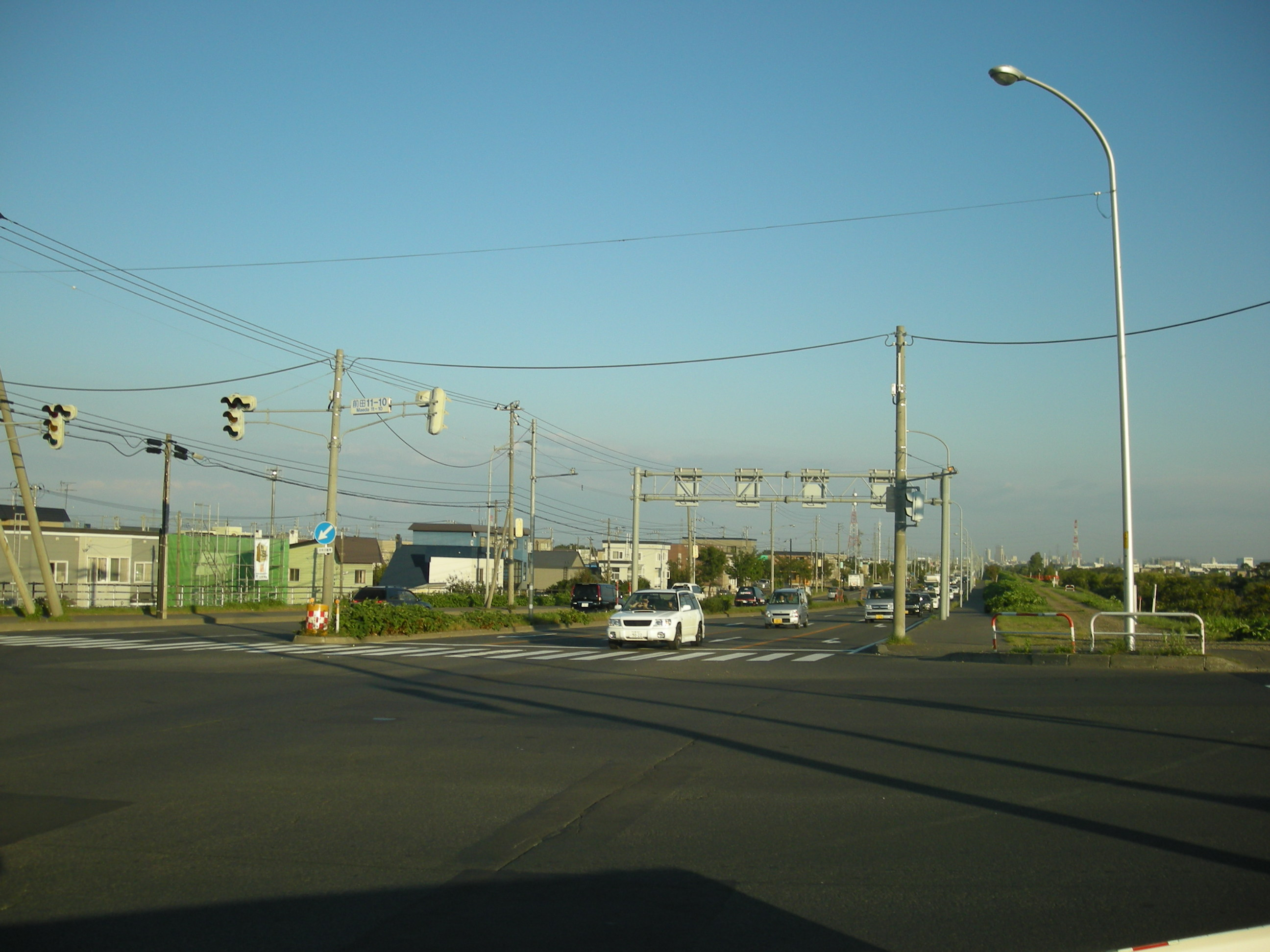
新川通。北海道札幌手稲高等学校、および新川中央橋付近で撮影

- 北海道道128号札幌北広島環状線 - 新川西1条1丁目
- 国道5号 - 新川2条8丁目（終点）
- 札樽自動車道 新川IC - 新川2条8丁目（終点）

### 沿線にある施設など
札幌市手稲区
- 前田森林公園
- 北海道札幌高等養護学校
- 北海道札幌手稲高等学校